# Franz Hlawati
Franz Hlawati (* 1. Oktober 1868 in Bernhardsthal auf Nr. 18; † 26. Juli 1940 in Wien) war ein österreichischer römisch-katholischer Geistlicher, Pädagoge und Politiker.

## Leben
Franz Hlawati besuchte das Gymnasium im mährischen Straßnitz (1881–1883) und das Knabenseminar in Oberhollabrunn (1883–1889). Er studierte Katholische Theologie und Philosophie am Wiener Seminar und empfing am 23. Juli 1893 in Wien die Priesterweihe durch Erzbischof Eduard Angerer. Nach seelsorgerischer Tätigkeit in Poysdorf wurde er 1895 Studienpräfekt in Hollabrunn. Gefördert durch Anton Josef Kardinal Gruscha übernahm er 1896 die Stelle des Kooperators der Augustinerkirche in Wien und unterrichtete Mathematik, Physik, Chemie, Philosophie und Pädagogik. 1901 wurde er mit der Arbeit Eine experimentelle Prüfung der Clausius-Mossottischen Formel bei der Österreichischen Akademie der Wissenschaften in Wien zum Doktor der Philosophie promoviert. 1902 legte er die Lehrbefähigungsprüfung für Mathematik und Physik als Hauptfächer und 1905 die Lehrbefähigungsprüfung für Philosophie als Hauptfach ab.
1903 wurde er Gymnasialprofessor für Physik und Mathematik am Theresianum Wien  und war von 1910 bis 1920 Direktionsmitglied des Wiedner Mädchenlyzeums und Reform-Realgymnasiums in Wien. 1912 wurde Hlawati zum Hofkaplan und Pfarrvikar an der Wiener Hofburg ernannt. Von 1913 bis 1919 war er Religions-Inspektor im 10. Wiener Gemeindebezirk (Favoriten). 1917 wurde er zum Prosynodalrichter ernannt und 1918 zum Diözesan-Schulrat und Beirates für die Leitung der Seminarien. 1919 wurde er zudem Superior der Barmherzigen Schwestern vom hl. Vinzenz von Paul in Wien-Gumpendorf und 1920 bei den Schwestern Unserer Lieben Frau von Sion im 7. Bezirk Wiens (Neubau). Nach Auflösung der K.u.k. Hof- und Burgpfarre wurde er 1920 Rektor der Burgkapelle und ab 1921 Kanonikus am Stephansdom. 1922 wurde er Provikar der Apostolischen Administration Burgenland, 1928 folgte die Ernennung zum Protonotar. 1938 wurde er von Theodor Kardinal Innitzer zum Domkantor des Metropolitankapitels im Wiener Stephansdom ernannt.
Franz Hlawati war von 1933 bis zu seinem Tode 1940 Großprior der österreichischen Statthalterei des Ritterordens vom Heiligen Grab zu Jerusalem. Aufgrund gesundheitlicher Probleme des amtierenden Statthalters Gustav Graf Sizzo de Noris führte Hlawati die Geschäfte des Ordens in Österreich und investierte Wilhelm Miklas, Bundespräsident von 1928 bis 1938, und dessen Ehefrau, sowie Kardinal Innitzer in den Ritterorden.
Er gehörte zwischen dem 22. November 1934 und dem 12. März 1938 als Vertreter der gesetzlich anerkannten Kirchen- und Religionsgesellschaften dem Ständischen Landtag von Niederösterreich an. Er war Mitglied des Diözesan- und Landesschulrats für Niederösterreich.
Hlawati wurde auf dem Schwesternfriedhof der Barmherzige Schwestern im Kloster Laab im Walde bestattet, neben seinem Bruder Josef Hlawati, Domkapitular und Kanonikus von St. Stephan.

## Werke (Auswahl)
- Die Barmherzigen Schwestern von Wien-Gumpendorf 1832–1932, Wien 1932
- Bernhardsthal, Beitrag zur Geschichte eines niederösterreichischen Grenzortes, Wien 1938 (PDF; 1,2 MB)

## Ehrungen und Auszeichnungen
- Päpstlicher Geheimer Kämmerer  durch Papst Benedikt XV. (1915)
- Ritterkreuz des Franz-Joseph-Orden (1918)
- Großes Silbernes Ehrenzeichen für Verdienste um die Republik Österreich
- Wirklicher erzbischöflicher Konsistorialrat
- Apostolischer Protonotar ad inst. Part